# Paraplotosus muelleri
Paraplotosus muelleri es una especie de peces de la familia Plotosidae en el orden de los Siluriformes.

## Morfología
• Los machos pueden llegar alcanzar los 26,8 cm de longitud total.

## Alimentación
Come moluscos gasterópodos y crustáceos.

## Hábitat
Es un pez de mar y de clima tropical y asociado a los  arrecifes de coral que vive entre 0-8 m de profundidad.

## Distribución geográfica
Se encuentra al noroeste de Australia, incluyendo el Territorio del Norte.

## Costumbres
Parece ser que es nocturno.